# 各務原市立各務小学校
各務原市立各務小学校（かかみがはらしりつ かかみしょうがっこう）は、岐阜県各務原市各務おがせ町四丁目にある公立小学校。

## 概要
- 各務原市鵜沼地区の小学校の一つであり、旧・稲葉郡各務村の小学校である。
- 通学区域（自治会名による）は、おがせ町第1、西北島、南北島、宮之前、おがせ町第3、おがせ町第4、おがせ町第5、おがせ町城之屋敷、東組北、山の前（1丁目を除く）[注釈 1]、須衛第1、須衛第2、須衛第3、須衛会本、各務西組第2、船山町東、川崎団地であり[1]、公立中学校の場合の進学先は各務原市立鵜沼中学校である[2]。

## 沿革
- 1873年（明治6年） - 各務郡各務村、須衛村、野村（現在の三柿野）の3ヶ村が共同で三省義学校を創立。慈眼寺を仮校舎とした。
- 1874年（明治7年） - 三滝新田村、柿沢村、野村の3ヶ村が合併し、三柿野村となる。三柿野村全域の生徒も三省義学校に編入される。
- 1876年（明治9年） - 村国神社境内の村国座に仮移転する。
- 1877年（明治10年） - 須衛村が須衛小学校を開設し、三省義学校から分離する。三省義学校は各務小学校に改称する。
- 1881年（明治14年） - 各務小学校は各務尋常小学校に改称する。
- 1882年（明治15年） - 各務尋常小学校を現在地に移転する。校舎は可児郡の廃校舎を購入し移築したものであったという。

明治17年頃の各務尋常小学校
- 1884年（明治17年） - 三柿野村の生徒は、古市場村の和親学校（現各務原市立蘇原第一小学校）に編入され、各務尋常小学校は各務村の生徒のみとなる。
- 1886年（明治19年） - 須衛小学校は須衛簡易小学校に改称する。
- 1891年（明治24年） - 濃尾地震により、各務尋常小学校は全壊する。村国神社を仮校舎にする。
- 1893年（明治26年） - 新校舎に移転する。
- 1896年（明治29年） - 各務郡が厚見郡、方県郡の一部が合併し、稲葉郡となる。
- 1897年（明治30年） - 稲葉郡各務村に須衛村が編入される。須衛簡易小学校は各務尋常小学校須衛分教場となる。
- 1898年（明治31年） - 校舎を増築する。須衛分教場を廃止する。
- 1910年（明治43年） - 高等科を設置し、各務尋常高等小学校に改称する。
- 1941年（昭和16年） - 各務国民学校に改称する。
- 1947年（昭和22年） - 各務村立各務小学校に改称する。
- 1955年（昭和30年） - 各務村は稲葉郡鵜沼町に編入される。鵜沼町立各務小学校に改称する。
- 1955年〜1974年（昭和30年〜49年） - 4期にわたり、新校舎を新築する。
- 1963年（昭和38年） - 稲葉郡鵜沼町、蘇原町、那加町、稲羽町が合併し、各務原市になる。それに伴い、各務原市立各務小学校に改称する。
- 1967年（昭和42年） - 校歌制定。
- 1980年〜1983年（昭和55年〜58年） - 校舎を増築する。
- 1985年（昭和60年） - プール完成。

## 交通機関

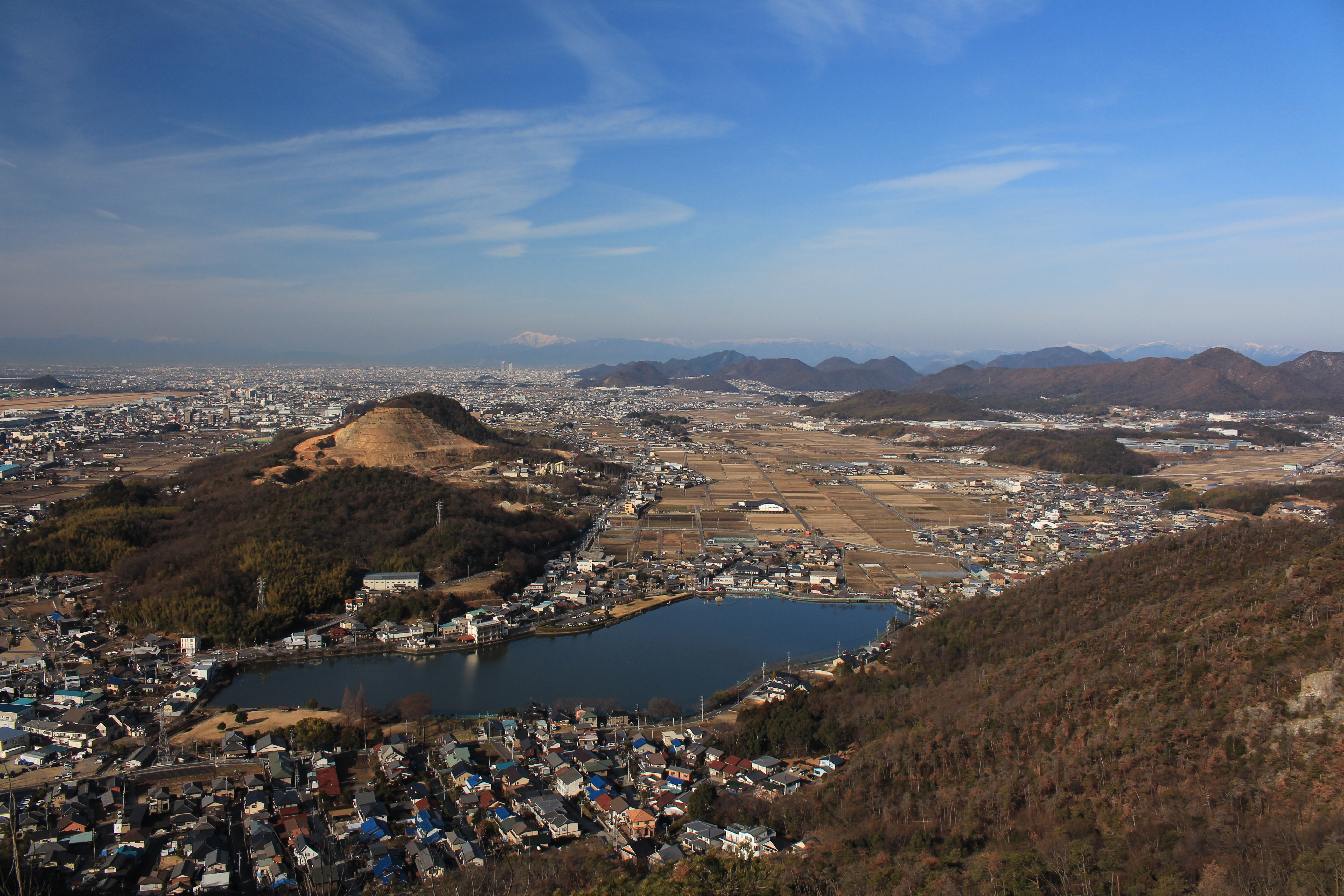
愛宕山から望む各務山と苧ヶ瀬池、中央部の右寄りに各務小学校

- 各務原市ふれあいバス

稲羽線「各務小学校西」バス停下車、徒歩1分
- 岐阜バスコミュニティ

岐阜各務原線「各務西町営業所」バス停下車、徒歩8分
JR岐阜駅バスターミナル（岐阜駅北）13番のりば、名鉄岐阜のりば（名鉄岐阜駅西）6番のりばより「各務西町営業所」行き

## 学校周辺
- 村国座
- 苧ヶ瀬池
- 各務福祉センター
- テクノプラザ (岐阜県)
- 岐阜県立各務原高等学校